# Gregory Edgelow
Gregory Scott Edgelow (ur. 10 lutego 1967 w Edmonton) – kanadyjski zapaśnik walczący w obu stylach zapaśniczych. Olimpijczyk z Barcelony 1992, gdzie zajął jedenaste miejsce w kategorii 90 kg w stylu wolnym..
Szósty w mistrzostwach świata w 1989, ósmy w 1990. Czwarty w Pucharze Świata w 1989 i 1991; piąty w 1990 i szósty w 1994. Zdobył dwa brązowe medale na igrzyskach panamerykańskich w 1991. Cztery medale na mistrzostwach panamerykańskich, srebro w 1992. Zwyciężył na Igrzyskach Wspólnoty Narodów w 1994 i mistrzostwach Wspólnoty Narodów w 1993 roku.